# Miho no matsubara
Miho no matsubara (三保の松原, bosquet de pin de Miho) est un lieu pittoresque situé dans la péninsule de Miho dans l'arrondissement Shimizu-ku de la ville de Shizuoka au Japon. Son littoral de sept kilomètres de long est bordé de pins. C'est l'emplacement de la légende sur laquelle est fondé le drame nô Hagoromo. Tous les deuxièmes samedis et dimanches d'octobre, la ville de Shizuoka organise un festival Hagoromo et une représentation du drame nô est donnée près du pin de la légende.

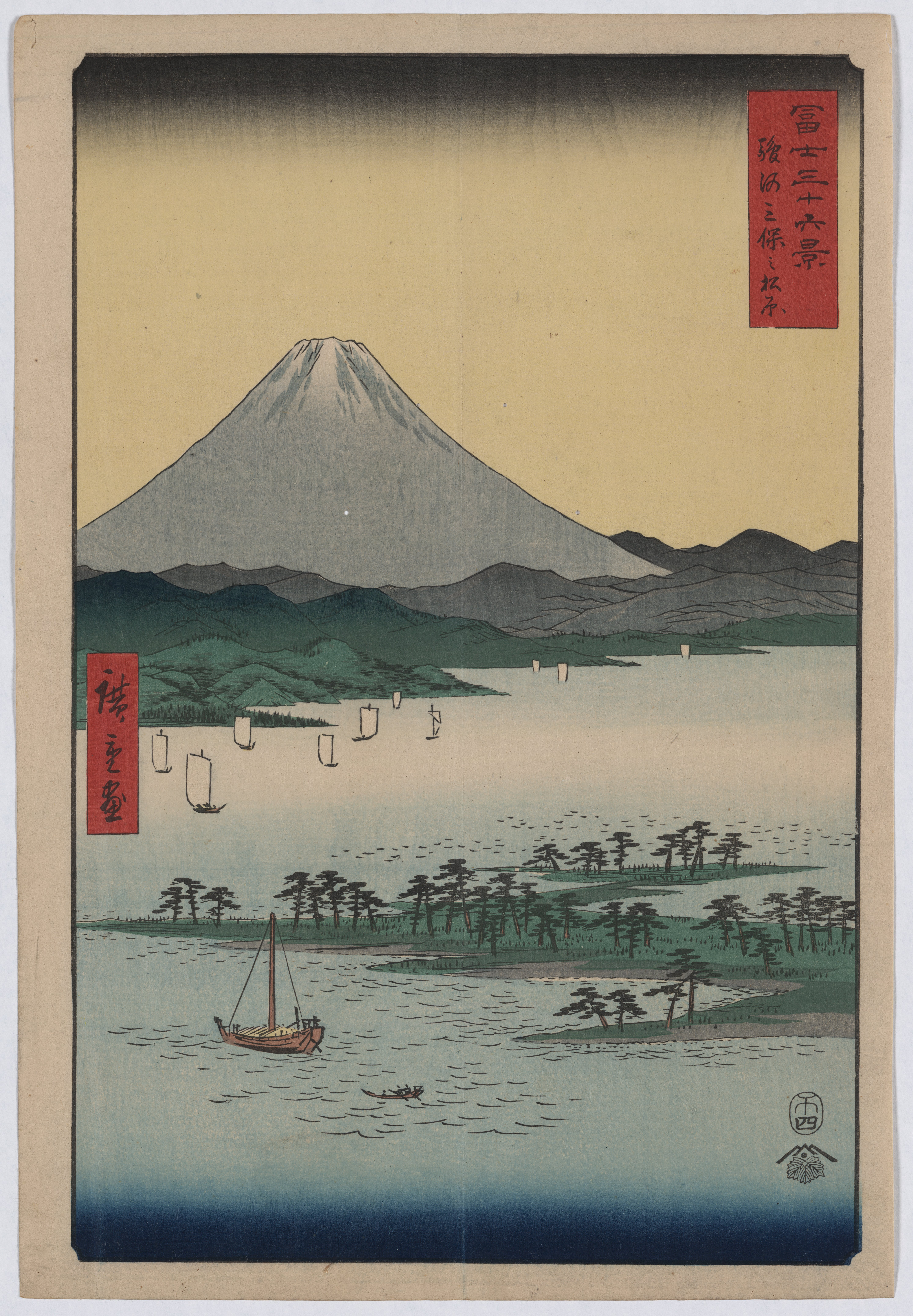
Estampe ukiyo-e de Hiroshige de Miho no matsubara.

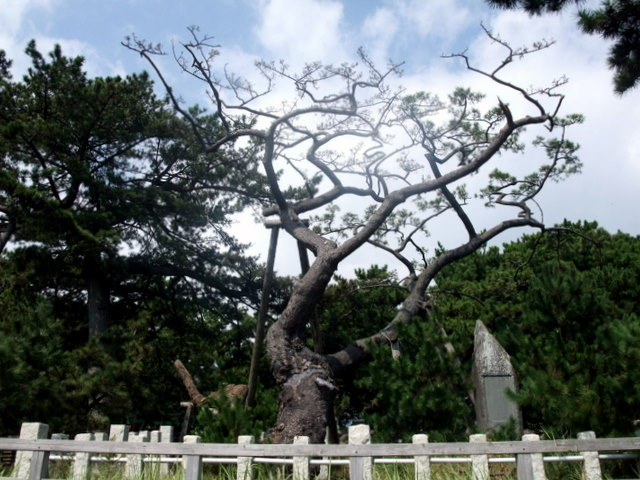
Hagoromo no matsu où aurait flotté l'ange.

En 2013, les pinèdes ont été ajoutées à la liste du Patrimoine mondial de l'UNESCO comme partie du site culturel du Fujisan.

## Histoire et légende
Miho no matsubara est renommé comme bord de mer avec de beaux pins verts et son littoral de sable de plus de sept kilomètres. Il présente une grande vue panoramique sur le mont Fuji et la péninsule d'Izu dans la baie de Suruga. En raison de sa beauté, l'endroit est désigné comme l'une des « Trois nouvelles vues du Japon » (新日本三景, Shin nihon sankei) avec ses trois pinèdes. Il a par ailleurs été sélectionné comme l'une des 100 plus belles plages de sable blanc et pinèdes du Japon. Il possède un pin âgé de 650 ans appelé Hagoromo no matsu qui serait le lieu où l'ange portant un hagoromo serait descendu au sol. Le proche sanctuaire Miho conserve un morceau de son plumage.
Miho no matsubara est connu pour être le site de la légende de Hagoromo (« Le Manteau de plumes ») fondée sur le motif traditionnel de la femme-cygne. L'histoire de Hagoromo est celle d'un être céleste survolant Miho no matsubara qui est bouleversé par la beauté des sables blancs, des pins verts et de l'eau pétillante. Elle enlève sa robe à plumes et l'accroche sur un pin avant de se baigner. Un pêcheur nommé Hakuryo marche le long de la plage et voit l'ange. Il prend sa robe et refuse de la lui rendre jusqu'à ce qu'elle exécute une danse céleste pour lui. Comme l'ange ne peut pas retourner au ciel sans sa robe, elle accède à la demande de Hakuryo. Elle danse dans le crépuscule de printemps et retourne au ciel à la lumière de la pleine lune, laissant Hakuryo la contemplant avec envie. Une statue de Hakuryo admirant la danse se trouve à l'entrée du parc.
Le deuxième samedi et dimanche d'octobre, la ville de Shizuoka organise un festival Hagoromo au cours duquel une représentation du drame nô est donnée près du pin de la légende à la lueur du feu (Takigi nô) et des danses exécutées en l'honneur de la danseuse de ballet française Hélène Giuglaris. Giuglaris (1916–1951) aimait beaucoup l'histoire de Hagoromo mais n'a jamais vu la représentation nô et n'a jamais visité Miho de sa vie. Néanmoins, son dernier vœu était « [d']enterre[r] mes cheveux près du pin de Hagoromo sur la plage Mihonomatsubara ». Au-dessus de la plage Mihonomatsubara, surplombant le pin et la mer, se trouve un monument à la mémoire de Giuglaris et une mèche de ses cheveux se trouve en dessous. Le monument montre Giuglaris portant un masque nô et en dessous de sa silhouette se lit un poème écrit par son mari, Marcel Giuglaris, qui s'est rendu à Miho quatre mois après la mort de son épouse avec une mèche de ses cheveux et son costume de danse.
Le vent des vagues 

De la plage de Miho

Parle de celle dont, à Paris,

Hagoromo a emporté la vie

En l'écoutant, mes jours

Pourront s'enfuir.

## De nos jours
Malheureusement, Miho no matsubara n'a plus de sable blanc. Les sables sont maintenant uniformément noirs, peut-être de la roche volcanique à l'origine de la péninsule. L'Abe-gawa (en) fournissait le sable blanc qui faisait de Miho un lieu si pittoresque. Durant la construction de la proche ligne du Shinkansen, trop de sable blanc de l'Abe-gawa a été utilisé. Au fil du temps, la mer a balayé les couches de sable blanc et aucun nouveau sable n'a remplacé le sable transporté à la mer.
Miho no matsubara a encore de beaux arbres de pins et une vue magnifique sur le mont Fuji par temps clair mais les sables blancs brillants qui ont amené l'ange de la légende à jeter sa robe et à se baigner dans la mer à Miho n'existent plus qu'en imagination.

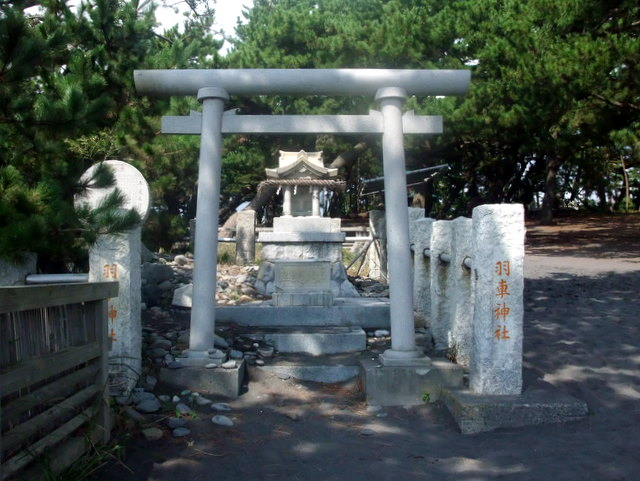
Sanctuaire Haguruma près de Hagoromo no matsu.
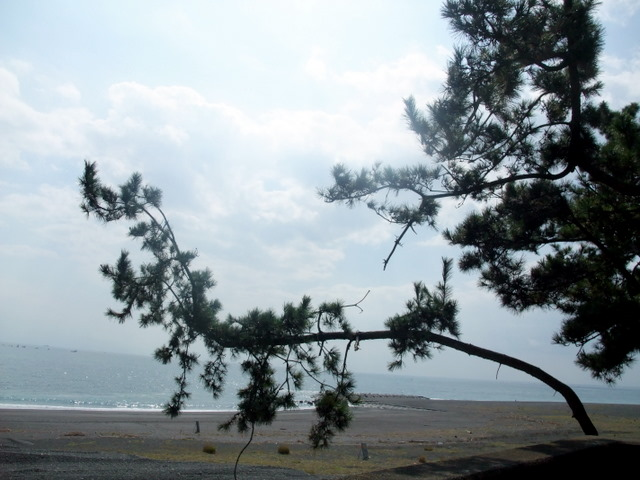
Vue de Miho no matsubara.
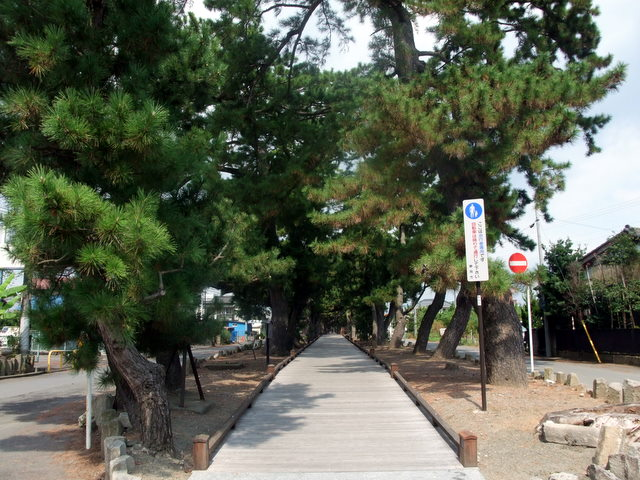
Route de dieu. La route vers Hagoromo no matsu à partir du sanctuaire de Miho.
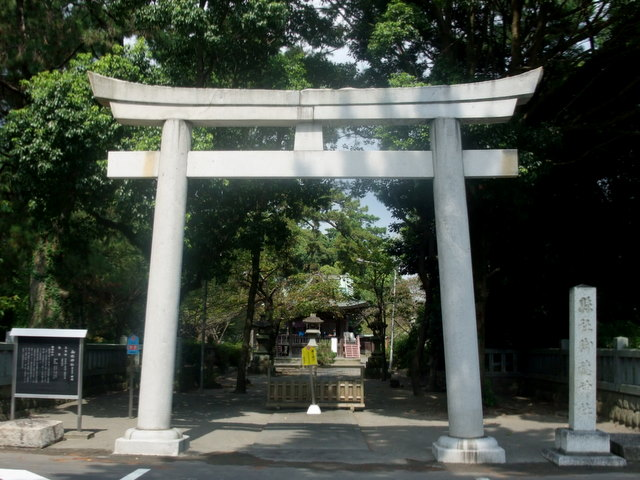
Torii du Miho-jinja.
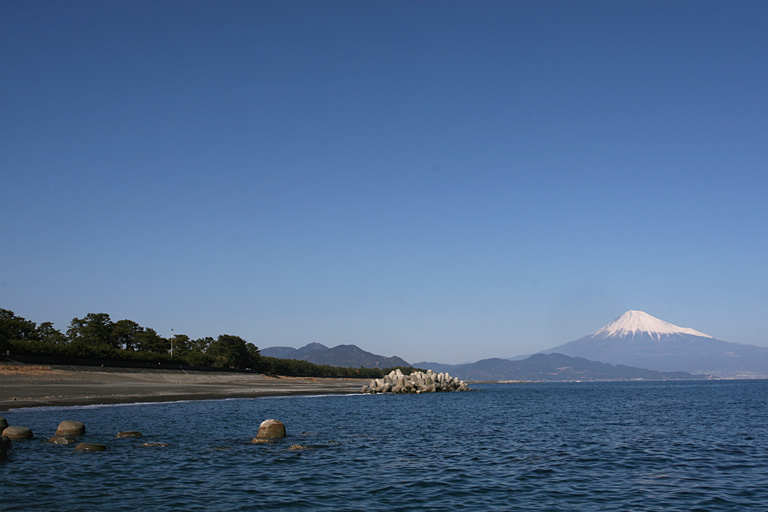
Miho no matsubara et le mont Fuji.